# Aenictogiton fossiceps
Aenictogiton fossiceps é uma espécie de inseto do gênero Aenictogiton, pertencente à família Formicidae.